# Лагоа-Гранди (Пернамбуку)
Лагоа-Гранди (порт. Lagoa Grande) — муниципалитет в Бразилии, входит в штат Пернамбуку. Составная часть мезорегиона Сан-Франсиску-Пернамбукану. Входит в экономико-статистический микрорегион Петролина.
Занимает площадь 1852 км². Население: в 2004 году — 21 387 жителей, в 2006 году — 22 379 жителей, в 2007 году — 20 568 жителей, в 2008 году — 22 121 житель. Занимает площадь 2977,8 км².
Праздник города — 16 июня.

## История
Муниципалитет образован 16 июня 1995 года.

## Статистика
- Валовой внутренний продукт на 2004 год составляет 141 556 тысяч реалов (данные: Бразильский институт географии и статистики).
- Валовой внутренний продукт на душу населения на 2004 год составляет 6618 реалов (данные: Бразильский институт географии и статистики).